# برينت تود
برينت تود (بالإنجليزية: Brent Todd)‏ هو لاعب دوري الرغبي نيوزيلندي، ولد في 5 ديسمبر 1964 في نيوزيلندا.